# Samoborski Otok
Samoborski Otok is een plaats in de gemeente Samobor in de Kroatische provincie Zagreb. De plaats telt 639 inwoners (2001).